# Іво-Тіло фон Трота
Іво-Тіло фон Трота (нім. Ivo-Thilo von Trotha; 16 липня 1905, Шарлоттенбург — 17 травня 1998, Гайдельберг) — німецький штабний офіцер, генерал-майор вермахту. Кавалер Німецького хреста в золоті.

## Біографія
Представник давнього саксонського роду спадкових військовиків. Старший син генерал-лейтенанта Іво фон Трота і його дружини Александри, уродженої фон Міхаеліс.
3 квітня 1925 року вступив в 15-й піхотний полк. З 1 травня 1929 року служив 11-й, з 1 травня 1931 року — в 15-й, з 1 травня 1932 року — в 10-й, з 1 травня 1933 року — в 12-й (кулеметній) роті свого полку. З 1 жовтня 1933 року — командир 6-ї, з 15 жовтня 1935 року — 8-ї (кулеметної) роти свого полку. 12 жовтня 1937 року направлений на навчання у Військову академію в Берлін. Під час навчання офіційно значився в своєму полку і носив його форму.
З 26 серпня 1939 року служив в Управлінні земельної оборони Командного штабу вермахту. З 1 квітня 1941 року — 1-й офіцер (начальник оперативного відділу) Генштабу 267-ї піхотної дивізії, з 23 жовтня 1942 року — 4-ї армії. 30 березня 1943 року відправлений в резерв ОКГ. Наступного дня призначений 1-м офіцером Генштабу групи армій «Південна Україна». З 5 листопада 1944 року — начальник Генштабу 1-ї танкової армії. 15 лютого 1945 року знову відправлений в резерв ОКГ. З 20 лютого 1945 року — начальник оперативного відділу Генштабу сухопутних військ. З 20 квітня 1945 року — начальник Генштабу групи армій «Вісла». 28 квітня знятий з посади через розбіжності з генерал-фельдмаршалом Вільгельмом Кейтелем і 30 квітня знову відправлений в резерв ОКГ. З 10 травня 1945 року — генерал для особливих доручень при імперському міністрові озброєнь і військової промисловості Альберті Шпеері. В тому ж місяці взятий в полон. В кінці 1946 року звільнений.
Після звільнення працював промисловим торговцем в головному управлінні целюлозної фабрики Вальдгоф у Вісбадені. Пізніше протягом 20 років очолював сімейну асоціацію.

## Звання
- Фанен-юнкер (3 квітня 1925)
- Фенріх (1927)
- Лейтенант (1 січня 1929)
- Оберлейтенант (1 лютого 1933)
- Гауптман (1 квітня 1936)
- Майор Генштабу (1 січня 1941)
- Оберстлейтенант Генштабу (8 квітня 1942)
- Оберст Генштабу (1 травня 1943)
- Генерал-майор (20 квітня 1945)

## Нагороди
- Медаль «За вислугу років у Вермахті» 4-го і 3-го класу (12 років)
- Залізний хрест 2-го і 1-го класу
- Німецький хрест в золоті (23 жовтня 1942)